# (3390) Demanet
(3390) Demanet est un astéroïde de la ceinture principale.

## Description
(3390) Demanet est un astéroïde de la ceinture principale. Il fut découvert le 2 mars 1984 à La Silla par Henri Debehogne. Il présente une orbite caractérisée par un demi-grand axe de 2,25 UA, une excentricité de 0,11 et une inclinaison de 3,4° par rapport à l'écliptique.

## Compléments